# Strijkkwartet nr. 8 (Sjostakovitsj)
Dmitri Sjostakovitsj' strijkkwartet nr. 8 in c mineur (opus 110) werd geschreven in drie dagen, te verstaan: van 12 juli tot 14 juli in 1960.

## Geschiedenis
Het stuk werd kort na twee traumatische gebeurtenissen in het leven van Sjostakovitsj geschreven: de diagnose van myelitis en het toetreden tot de Communistische Partij. Volgens de bladmuziek is het werk opgedragen "ter nagedachtenis van de slachtoffers van fascisme en oorlog". De musicoloog Lev Lebedinsky, een vriend van Sjostakovitsj, zei dat Sjostakovitsj na het schrijven van het werk zelfmoord wilde plegen. Het 8e strijkkwartet behoort tot zijn meest intieme werken. Het werk werd geschreven in Dresden, waar Sjostakovitsj de puinhopen van de bombardementen van de geallieerden zag toen hij daar was voor het schrijven van muziek voor de film Vijf dagen, vijf nachten.
Het ging op 12 oktober 1960 in Leningrad in première in een uitvoering van het Beethovenkwartet.

## Delen
1. Largo
2. Allegro molto
3. Allegretto
4. Largo
5. Largo

Het werk opent met het DSCH-motief gespeeld door de cello. Het DSCH-motief wordt verder in het stuk nog meermalen gebruikt, zo vaak dat het haast obsessief wordt.
Het stuk zit vol met citaten uit andere werken van Sjostakovitsj:
1. Het eerste Largo citeert zijn 1e symfonie en 5e symfonie.
2. Het tweede deel, het Allegro molto, bevat een Joods thema dat voor het eerst werd gebruikt in zijn pianotrio nr. 2.
3. Het derde deel, het Allegretto, citeert Sjostakovitsj's 1e celloconcert.
4. Het vierde deel, het 2e Largo, citeert een revolutionair lied uit de 19e eeuw genaamd "Geplaagd met betreurenswaardige slavernij", en tevens Sjostakovitsj' opera Lady Macbeth uit het district Mtsensk, een geweldig werk dat Stalin heeft laten afkraken in de Pravda.

Van het 8e strijkkwartet bestaat een bewerking voor strijkorkest: Kamersymfonie nr. 1.

## Trivia
- Het 8e strijkkwartet werd gedraaid op Radio 4 als laatste stuk van 2006, wat het Sjostakovitsj-jaar was.

Strijkkwartet nr. 1 · Strijkkwartet nr. 2 · Strijkkwartet nr. 3 · Strijkkwartet nr. 4 · Strijkkwartet nr. 5 · Strijkkwartet nr. 6 · Strijkkwartet nr. 7 · Strijkkwartet nr. 8 · Strijkkwartet nr. 9 · Strijkkwartet nr. 10 · Strijkkwartet nr. 11 · Strijkkwartet nr. 12 · Strijkkwartet nr. 13 · Strijkkwartet nr. 14 · Strijkkwartet nr. 15